# Rassemblement national des prisonniers de guerre
Die Rassemblement national des prisonniers de guerre (RNPG) (dt. Zusammenschluss französischer Kriegsgefangener) war während des Zweiten Weltkriegs ein Widerstandsnetz aus Kriegsgefangenen, das François Mitterrand nach seiner Entlassung aus den Diensten der Vichy-Regierung ab dem Frühjahr 1943 aufzubauen begann. Er nutzte hierzu ein Netzwerk aus persönlichen Kontakten zu ehemaligen Kriegsgefangenen, mit denen er während seiner deutschen Kriegsgefangenschaft, aus der er im Dezember 1941 geflohen war, Verbindung hatte.
In dieser Sammelbewegung hatten sich die ehemaligen Kriegsgefangenen dem aus einem deutschen Gefängnis entkommenen General Henri Giraud angeschlossen. General Giraud lag mit Charles de Gaulle im Wettstreit über die Führung des französischen Widerstandes. Nicht zuletzt durch das Charisma und die Persönlichkeit von François Mitterrand behielt die RNPG ihre Eigenständigkeit gegenüber anderen, aus ehemaligen Kriegsgefangenen bestehenden Widerstandsorganisationen. Mitterrand, der nach seiner Flucht vor dem auf ihn angesetzten deutschen Sicherheitsdienst (SD) in Algiers mit de Gaulle zusammentraf, lehnte jegliche Zusammenarbeit mit dessen Neffen, Michel Cailliau, der ebenfalls eine aus Kriegsgefangenen bestehende Widerstandsorganisation anführte, ab.
Erst nach seiner Rückkehr via England per Schiff nach Frankreich stimmte Mitterrand der Vereinigung der RNPG mit den beiden anderen großen Widerstandsgruppen, den Kommunisten und den Gaullisten, zur Nationalen Bewegung der Deportierten und Kriegsgefangenen MNPGD (Mouvement national des prisonniers de guerre et déportés) unter seiner Führung zu.
Laut einer Anekdote soll ihn der Kampf für die Eigenständigkeit der RNPG durchaus ein frühes hohes Regierungsamt gekostet haben. Als de Gaulle im Zuge der Befreiung in Paris einzog, wurden ihm mehrere Männer vorgestellt, die Mitglied der provisorischen Regierung werden sollten. Unter ihnen befand sich auch Mitterrand als Generalsekretär der Kriegsgefangenen. Bei ihrem Zusammentreffen soll de Gaulle ihm zugeraunt haben „Nicht Sie schon wieder!“. Mitterrand wurde 15 Tage später entlassen.

## Bibliographie
- Christophe Lewin: Le Retour des prisonniers de guerre français. Naissance et développement de la FNDPG. 1944–1952. Publications de la Sorbonne 1986.

- Pierre Péan: Une jeunesse française. François Mitterrand, 1934–1947. Éd. Fayard 1994.